# دنوبان (حديبو)

تعديل مصدري - تعديل

دنوبان إحدى قرى مديرية حديبو التابعة لمحافظة سقطرى، بلغ تعداد سكانها 237 نسمة حسب تعداد اليمن لعام 2004.